# Wo warst du?
Wo warst du? (Originaltitel: En tu ausencia; spanisch für „In deiner Abwesenheit“) ist ein spanisches Coming-of-Age-Drama aus dem Jahr 2008 von Iván Noel. Es handelt sich um Noels ersten Film; er war u. a. als Regisseur, Produzent und Komponist tätig.

## Handlung
Der zwölfjährige Junge Pablo lebt allein mit seiner Mutter auf dem Land. Viel Zeit verbringt er mit seiner besten Freundin, der fünfzehnjährigen Julia. Eines Tages trifft er auf einen fremden Mann, dessen Auto eine Panne hat und der sich als Paco vorstellt. Der vorbeikommende Briefträger ist dem Fremden gegenüber misstrauisch und rät Pablo, sich nicht mit ihm abzugeben, da er etwas zu verbergen habe. Trotzdem begleitet Pablo den Mann ins Dorf zum Mechaniker und dann in ein Gasthaus.
Pablo entwickelt eine starke Bindung zu Paco und verbringt viel Zeit mit dem Mann. Es stellt sich heraus, dass der Mann auf der Suche nach Pablos Vater war, mit dem er offenbar zusammen beim Militär und gut befreundet war. Der Junge führt ihn daraufhin an das Grab seines Vaters, der bereits vor längerer Zeit gestorben ist. Trotz Pablos wiederholter Beteuerungen, sein Vater sei ein guter Mensch gewesen, wird in mehreren Rückblenden deutlich, dass der Junge auch häufig unter dem Jähzorn seines Vaters zu leiden hatte. Erst später werden die genauen Umstände seines Todes klar: Er stürzte vom Dach, nachdem Pablo aus Versehen die Leiter weggezogen hatte.
Währenddessen steht Julia unter Druck, da ihr der Briefträger einen Job vermitteln soll, er dafür jedoch von ihr sexuelle Dienste fordert. Als sich Pablo wieder einmal mit Julia trifft, der seine plötzliche Anhänglichkeit zu dem Fremden auch nicht entgangen ist, will er sie mit Schießkunststücken mit dem Gewehr seines Vaters unterhalten. Julia hingegen möchte Sex mit dem Jungen haben, woraufhin Pablo allerdings das Weite sucht. Es wird klar, dass er sich sexuell zu Paco hingezogen fühlt. Im Dorf hat sich mittlerweile die Gasthausbesitzerin daran erinnert, Paco bereits früher im Gefängnis gesehen zu haben. Der Briefträger vergewaltigt Julia und trifft später an einem See auf Pablo und Paco, die er mit der Erzählung der Gasthausbesitzerin konfrontiert. Doch Pablo lässt sich nicht verunsichern.
Nachdem Pablo und Paco den See verlassen haben, gehen dort drei Kinder aus dem Dorf schwimmen. Beim Spielen kommt es zu einem Unfall, der eines der Kinder das Leben kostet; da die anderen Kinder die Schuld von sich weisen, gerät – vor allem durch Betreiben des Briefträgers – Paco unter Mordverdacht und wütende Eltern machen sich auf die Suche nach ihm. Pablo unterdessen entdeckt die Wahrheit über Pacos plötzliches Auftauchen, als er den Mann bei seiner Mutter im Bett beobachtet: Die beiden Freunde vom Militär waren in dieselbe Frau verliebt, und auch nachdem Pablos Vater sie geheiratet hatte, gab es eine Affäre zwischen ihr und Paco. Außerdem sei Pablo möglicherweise Pacos Sohn. Unter Tränen und mit vorgehaltenem Gewehr stellt der Junge den Mann daraufhin zur Rede; als die Dorfbewohner auftauchen, eskaliert die Situation und der Briefträger schießt auf Paco.
In der Rahmenhandlung begegnen sich Jahre später Pablo und Paco wieder.

## Entstehung und Veröffentlichung
Iván Noel hatte bis zur Arbeit an Wo warst du? selbst kaum Filmerfahrung, war allerdings als Lehrer für Musik und Schauspiel tätig. Als studierter Komponist war es ihm ein Anliegen, eine vollkommene Harmonie von Musik und Bild zu erreichen, weshalb er für sein erstes Filmprojekt von der Musik ausging. Er hatte kaum Geld zur Realisierung des Films zur Verfügung und arbeitete daher fast ausschließlich mit Laienschauspielern. Die Filmcrew bestand nur aus fünf Personen, weshalb Noel sich für den Abspann weitere Namen ausdachte. Der Großteil der Szenen wurde improvisiert, obwohl Noel ein Drehbuch verfasst hatte.
Der Regisseur veröffentlichte den Film mit englischen Untertiteln kostenlos auf YouTube und in einer erweiterten Fassung mit zusätzlichen französischen Untertiteln und Bonusmaterial auch auf DVD. Wo warst du? wurde bei mehreren Filmfestivals gezeigt, darunter Vancouver, Seattle und Palm Springs. In Vancouver wurde der Film in seiner Kategorie auf Platz fünf von 200 Beiträgen gewählt und erhielt einige lobende Rezensionen. Für Nordamerika übernahm daraufhin Vanguard Cinema den DVD-Vertrieb. In Deutschland veröffentlichte cmv-Laservision den Film 2011 mit deutschen Untertiteln auf DVD.

## Rezeption
Im Diario de Jerez wurde die Darstellung, die vor allem bei den Kindern „eine überraschend naturalistische Ebene“ erreichen würde, gelobt; außerdem überrasche „die Schönheit der Kamera und die Tiefe der Geschichte“ dieses „seltenen Beispiels eines fast inexistenten spanischen Independent-Kinos“. Noel filme die Landschaft um Jerez „mit dem kundigen Auge eines Malers“, während er seine „Meisterschaft“ darin beweise, „mit den Erwartungen des Publikums zu spielen“. Diese „Sicherheit“, in Verbindung mit einer „überraschenden Handlung“, der „Natürlichkeit“ der Laiendarsteller und einer „fast gefährlichen Sinnlichkeit“ der Kamera, mache den Film zu einem „wirklich eindrucksvollen“ Debüt.
Vivian Hua vom Webmagazin Redefine Magazine urteilte, Noels Film strahle auf mehr als nur eine Art „Schönheit“ aus und seine Kulisse definiere den Sommer in seiner „absoluten Perfektion“, womit er durch „gut abgestimmte Bilder und abwechslungsreiche, stimmungsvolle Musik“ ein „sowohl auditiver als auch visueller Genuss“ sei. In Your Absence werde durch „unvorhersehbare menschliche Interaktionen“ angetrieben, und die „vielen kleinen Hinweise“ über die Hauptfiguren, die Noel streue, würden den „langsamen“ Film „vor Spannung strotzen“ lassen. Auch das Ende würde nicht enttäuschen.

## Belege
1. ↑   Freigabebescheinigung für Wo warst du? Freiwillige Selbstkontrolle der Filmwirtschaft, Januar 2011 (PDF; Prüfnummer: 126 056 V).
2. ↑  Pressemappe zu En tu ausencia. (PDF) Noel Films, S. 2–5, abgerufen am 7. Oktober 2015 (englisch).
3. ↑  Ivan Noel graba su tercer largometraje en el sevillano colegio San Francisco de Paula. In: Noticias Aljarafe. 7. Juli 2009, archiviert vom Original am 3. Dezember 2013; abgerufen am 3. Oktober 2015 (spanisch).
4. ↑  Vancouver acoge el estreno mundial de la cinta andaluza ‘En tu ausencia’. In: Diario de Jerez. Joly Digital, 8. Oktober 2008, abgerufen am 7. Oktober 2015: „Esto ha dado como resultado una interpretación que alcanza unos niveles de naturalismo sorprendentes, sobre todo, en el grupo de chavales que soportan la historia … sorprendente es también, la belleza de la cinematografía y la profundidad de la historia, de una cinta que es un raro ejemplo de un cine independiente español casi inexistente … Noel rueda el paisaje que rodea Jerez … con el ojo experto de un pintor, a la vez que muestra su maestría a la hora de jugar con las expectativas del público. Es esta mano firme, junto con una sorprendente narrativa, la naturalidad de las gentes del pueblo en su debú como actores, y la casi peligrosa sensualidad de la cámara, lo que hace de ‘En tu ausencia’ una verdaderamente impresionante ópera prima.“
5. ↑  Vivian Hua: In Your Absence / En Tu Ausencia (2008) Film Review. In: Redefine Magazine. 11. Juni 2009, abgerufen am 7. Oktober 2015 (englisch): „In Your Absence … emanates beauty in more ways than one … The film’s backdrop defines “summer” in its absolute perfection, and the pairing of fine-tuned imagery and diverse, mood-setting music makes the film both an aural and visual delight … In Your Absence is a film that is powered by unpredictable human interactions. Noel manages to keep viewers captivated by dropping hints about … definitive characteristics of the film’s three main characters, and this slow reveal keeps a rather slow-paced film brimming with tension … the most crucial point of In Your Absence lies in its conclusion, and it doesn’t disappoint.“